# The Living Road
The Living Road è il secondo album della cantante statunitense Lhasa de Sela e contiene 12 tracce cantate in inglese, francese e spagnolo.
È stato pubblicato nel 2003 a sei anni di distanza dal primo album tutto in spagnolo La llorona.

## Tracce
1. Con Toda Palabra - 4:30
2. La Marée Haute - 3:24
3. Anywhere On This - Road 4:37
4. Abro La Ventana - 4:03
5. J'Arrive À La Ville - 5:58
6. La Frontera - 3:02
7. La Confession - 3:45
8. Small Song - 2:26
9. My Name - 4:17
10. Pa' Llegar A Tu Lado - 4:32
11. Para El Fin Del Mundo O El Año Nuevo - 4:23
12. Soon This Space Will Be Too Small - 4:46